# خورخي إدواردو روميرو
خورخي إدواردو روميرو (بالإسبانية: Jorge Eduardo Romero)‏ هو حكم كرة قدم أرجنتيني، ولد في 10 يناير 1939.